# Cristina Amadei
Cristina Amadei (Bologna, 3 marzo 1942 – San Lazzaro di Savena, 9 gennaio 1989) è stata una cantante italiana.

## Biografia
Inizia a cantare da adolescente, esibendosi con alcune orchestre nella sua regione, finché nel 1961 partecipa al Festival di Castrocaro: vince (insieme ad Anna Maria Ramenghi), e viene notata dalla Dischi Ricordi, che le propone un contratto discografico.
Nello stesso anno partecipa al Festival di Vibo Valentia, giunto alla sua decima edizione.
L'anno successivo partecipa al Cantagiro 1962 con Pioggia a settembre, brano scritto da Lino Businco; incide altri 45 giri negli anni successivi, partecipando al Burlamacco d'oro, e si ritira verso la metà del decennio, continuando per un certo periodo l'attività a livello locale.
Muore a San Lazzaro di Savena il 9 gennaio 1989.
Anche la sorella Roberta Amadei per qualche anno ha intrapreso la stessa carriera di cantante.

## Discografia parziale
- 1962 – Pioggia a settembre/Sopra un vetro appannato (Dischi Ricordi, SRL 10265)